# Miyuki Maeda
Miyuki Maeda (en japonés: 前田美順, Maeda Miyuki; Kirishima, 14 de octubre de 1985) es una deportista japonesa que compitió en bádminton, en la modalidad de dobles.
Ganó dos medallas de bronce en el Campeonato Mundial de Bádminton, en los años 2011 y 2014. En los Juegos Asiáticos consiguió dos medallas, plata en 2006 y bronce en 2014.
Participó en dos Juegos Olímpicos de Verano, ocupando el cuarto lugar en Pekín 2008 y el octavo en Londres 2012, en la prueba de dobles.

## Palmarés internacional
| Campeonato Mundial | Campeonato Mundial      | Campeonato Mundial | Campeonato Mundial |
| Año                | Lugar                   | Medalla            | Prueba             |
| ------------------ | ----------------------- | ------------------ | ------------------ |
| 2011               | Londres (Reino Unido)   | Medalla de bronce  | Dobles             |
| 2014               | Copenhague (Dinamarca)  | Medalla de bronce  | Dobles             |
| Juegos Asiáticos   |                         |                    |                    |
| Año                | Lugar                   | Medalla            | Prueba             |
| 2006               | Doha (Catar)            | Medalla de plata   | Equipo             |
| 2014               | Incheon (Corea del Sur) | Medalla de bronce  | Equipo             |